# افغانستان در ۲۰۱۹
حوادث ذیل به ترتیب ماه‌ها در سال ۲۰۱۹ در افغانستان به‌وقوع پیوست.

## متولیان امور
- رئیس‌جمهور: اشرف غنی
- رئیس اجرائیه: عبدالله عبدالله
- رئیس ولسی جرگه: عبدالرؤف ابراهیمی
- رئیس مشرانو جرگه: فضل هادی مسلمیار
- معاون نخست رئیس‌جمهور: عبدالرشید دوستم
- معاون دوم رئیس‌جمهور: سرور دانش
- معاون نخست رئیس اجرائیه: خان محمد
- معاون دوم رئیس اجرائیه: پست خالی است.

## حوادث
- جنگ در افغانستان (۲۰۲۱–۲۰۰۱)

### ژانویه
هیئت معاونت سازمان ملل متحد در افغانستان (یوناما) ارقام بلندی ۱۰٫۹۹۳ تلفات غیرنظامیان (۳۸۰۴ کشته و ۷۱۸۹ مجروح) را در سال ۲۰۱۸ گزارش داد که نشان دهنده ۵ در صد افزایش در تلفات کلی غیرنظامیان و ۱۱ در صد افزایش در کشته شدگان غیر نظامیان در مقایسه با سال ۲۰۱۷ بود. یوناما دلایل رقم بلند تلفات را افزایش در حملات انتحاری از سوی مخالفان حکومت و حملات هوایی از طرف نیروهای طرف‌دار حکومت شناسایی کرده‌است (چنان‌چه جان باختن بیش از ۵۰۰ غیرنظامی برای نخستین بار در اثر حملات هوایی به ثبت رسید).

### فوریه
نیروهای ایالات متحده آمریکا در سه ماه اخیر ۲۰۱۸ عملیات موسوم به «نبرد آهنین» را خاموشانه پایان دادند؛ سلسله ای از حملات هوایی و شلیک توپ که در اواخر ۲۰۱۷ به هدف جلوگیری از عواید غیرقانونی مواد مخدر برای طالبان آغاز شده بود. طبق گزارش سرمفتش ویژه برای بازسازی افغانستان (سیگار)، جنگی که دربرگیرنده پیچیده‌ترین قابلیت‌های حمله هوایی بود، تأثیر اندکی روی تجارت غیرقانونی مواد مخدر داشته‌است. افغانستان بلندترین تولید تریاک را همچنین ادامه می‌دهد؛ آنچه که بیش از دو برابر در زمان مداخله نظامی ایالات متحده در سال ۲۰۰۱ است.
- ۵ فوریه – جنگ‌جویان طالبان بر یک پوسته امنیتی اردوی ملی در ولایت قندز در شمال افغانستان حمله کردند و دست کم ۲۳ سرباز اردو و ۳ افسر پلیس را کشتند. شب گذشته، یک تعداد دیگری از شورشیان بر یک ایست بازرسی پلیس در ولایت هم‌جوار آن، ولایت بغلان، یورش بردند که در اثر آن دست کم ۱۰ سرباز کشته شدند. در ضمن، تیم مذاکره کنندگان طالبان در مسکو با چهره‌های سیاسی اپوزیسیون دولت، از جمله حامد کرزی، رئیس‌جمهور پیشین کشور دیدار کردند. شیر محمد عباس استانکزی، مذاکره کننده ارشد طالبان در مصاحبه‌ای تصریح کرد که این گروه نمی‌خواهد «تمام کشور را به‌وسیله قدرت نظامی تصرف کند». ولی تا زمان خروج کامل نیروهای خارجی به آتش‌بس تن نخواهند داد.[۳][۴][۵]

### مارس
- ۱ مارس – مهاجمان انتحاری و افراد مسلح صبح وقت حملاتی را علیه نیروهای امنیتی افغان در کمپ شورابک ولایت هلمند آغاز کردند که در جریان دور دیگری گفت‌گوها میان ایالات متحده و مذاکره کنندگان طالبان، ده‌ها نفر کشته و زخمی شدند. به گفته سخن‌گوی ارتش ایالات متحده آمریکا، مشاورین نظامی نیروهای دریایی ایالات متحده آمریکا (که متحمل هیچ تلفاتی نشدند) سربازان امنیتی افغان را حمایت کردند تا این حملات را عقب بزنند.[۶][۷]
- ۳ مارس – باران شدید شدید منجر به جاری شدن سیلاب‌های مهلک در تمام کشور، از جمله ولایت قندهار شد که در اثر آن دست کم ۲۰ نفر جان باختند، ۱۰ نفر شامل کودکان ناپدید شدند و نزدیک به ۲۰۰۰ خانه تخریب شدند. برف‌باری سنگین نیز قبلاً عبور و مرور را چالش‌برانگیز و خطرناک کرده بود و به گفته سخن‌گوی دفتر والی، سیلاب‌ها امداد رسانی و جست‌جوی قربانیان را با مشکل مواجه کرده بود.[۸]

### آوریل
به گفته دولت و سازمان‌های مدد رسان، محصولات گندم تیرماهی در ماه ژوئن و ژوئیه به دلیل خشک‌سای شدید سال قبل همراه با وقوع سیلاب‌های سنگین در حال حاضر با مشکلات جدی مواجه خواهد شد. ذخایر حبوبات یا غله‌جات قبلاً مورد استفاده قرار گرفتند و برخی دهاقین از محصولات شان برای تهیه نان استفاده نمودند. زیرساخت‌های کشاورزی از قبیل؛ کانال‌ها، چاه‌ها و مخزن‌ها تخریب گردیده‌اند و آب شدن بی‌درنگ برف بر می‌تواند محصولات رسیده را از بین ببرد.

### می
- ۳ می – طالبان پیشنهاد عمومی یا لویه جرگه در کابل را برای برقراری آتش‌بس در ماه مبارک رمضان رد کردند. رئیس‌جمهور اشرف غنی در پاسخ به ۳۲۰۰ رهبران مذهبی، سیاسی و نمایندگان با آتش‌بس موافقت کرد؛ به شرط این‌که این موافقت یک‌طرفه نباشد و برای آزادی سازی ۱۷۵ زندانی طالبان رضایت نشان داد. طالبان همچنین به رد گفت‌گوهای مستقیم با حکومت افغانستان ادامه دادند و اما در جواب پیشنهاد آمریکا مبنی بر توقف جنگ در جریان مذاکرات در دوحه، پاسخ دادند و از آمریکا نیز خواستند در بدل آن از فشار و زور کار نگیرد.[۱۱]
- ۸ می – طالبان مسؤلیت حمله بر سازمان امداد رسانی کاونترپارت اینترنشنل واقع در شهر کابل را به‌عهده گرفت که در اثر آن ۴ فرد غیرنظامی و یک افسر پلیس کشته شدند و ۲۴ تن دیگر زخم برداشتند. ۵ مهاجم پس از انفجار مهیب و جنگ بیش از ۶ ساعته با نیروهای امنیتی دفاعی افغانستان، کشته شدند. در جریان این حمله، ۲۰۰ نفر نیز نجات داده شدند. جان آر. باس و دفتر یوناما حمله بر یک سازمان امداد رسان را محکوم کردند.[۱۲]

### ژوئن
بر اساس شاخص جهانی صلح از سوی مؤسسه اقتصاد و صلح مستقر در استرالیا، افغانستان با پیشی گرفتن از سوریه به عنوان ناآرام‌ترین کشور جهان شد. در سال گذشته، افغانستان همچنین با ۳۲ درصد کاهش، بیشترین کاهش اعتماد به پلیس محلی را در میان تمامی کشورها داشت.

### ژوئیه
- ۱ ژوئیه – حمله ژوئیه ۲۰۱۹ در کابل
- ۷ ژوئیه – انفجار سال ۲۰۱۹ در غزنی
- ۱۵ ژوئیه – طالبان در کمینی در ولایت بادغیس در شمال غربی کشور، ۲۵ نیروی ارشد کماندوی افغان را کشتند. در جناح مقابل، ۲۰ جنگ‌جوی طالبان نیز جان باختند.[۱۴]
- ۱۸ ژوئیه – حمله انتحاری و تیراندازی از سوی طالبان بر مراکز پلیس در قندهار، جان ۱۲ نفر شامل غیرنظامیان را گرفت و حدود ۹۰ تن دیگر را زخمی کرد.[۱۵]
- ۱۹ ژوئیه – انفجاری در مقابل دانشگاه کابل منجر به کشته شدن ۸ پلیس و زخمی شدن ۳۳ تن شد. اما هیچ گروهی مسؤلیت عاجل این حمله را به‌دوش نگرفت.[۱۶][۱۷]

### اوت
- ۷ اوت – انفجار بمب انتحاری از سوی طالبان ۱۴ کشته و بیش از ۱۵ زخمی برجای گذاشت.[۱۸]
- ۱۷ اوت – انفجار ۱۷ اوت ۲۰۱۹ در کابل: انفجار از سوی انتحاری در تالار عروسی در کابل باعث کشته شدن دست کم ۸۰ نفر و زخمی شدن بیش از ۱۶۰ تن دیگر شد. گفته می‌شود این انفجار هنگامی صورت گرفت که بیش از ۱۰۰۰ نفر در این مراسم عروسی شرکت کرده بودند. طالبان بی‌درنگ دست داشتن در این حمله را در کردند.[۱۹][۲۰]
- ۲۱ اوت – ستاد فرمان‌دهی نظامی ایالات متحده آمریکا تأیید کرد که دو سرباز آن از واحد نیروهای ویژه ارتش، دقیقاً در جریان یک درگیری در افغانستان کشته شدند.[۲۱]

### سپتامبر
- ۲ سپتامبر – طالبان مسؤلیتی بمب انتحاری را به‌عهده گرفتند که در نزدیک یک مجتمع در کابل که ناحیه سازمان‌های متعدد بین‌المللی بود، انفجار کرد و جان ۱۶ نفر را گرفت و بیش از ۱۰۰ نفر دیگر را زخمی کرد.[۲۲]
- ۵ سپتامبر – انفجار بمب انتحاری که طالبان مسؤلیت آن را به‌دوش گرفتند، ۱۰ نفر را کشت و ده‌ها تن دیگر را زخمی کرد. این حمله در ناحیه دیپلماتیک، در نزدیکی سفارت ایالات متحده آمریکا، صورت گرفت.[۲۳]
- ۱۱ سپتامبر – صدای انفجاری در کابل و در نزدیک سفارت ایالات متحده آمریکا اندکی بعد از نیمه شب در سال‌یاد ۱۱ سپتامبر شنیده شد. یکتن از کارمندان این سفارت با تماس تلفنی این انفجار را تأیید کرد اما جزئیاتی آن را ارائه ننمود. این نخستین حمله بزرگ در کابل پس از آن صورت گرفت که رئیس‌جمهور دونالد ترامپ مذاکرات میان آمریکا و طالبان را در آستانه توافق آشکار برای پایان طولانی‌ترین جنگ آمریکا، لغو کرد.[۲۴]